# Rikshärold

Tillförordnad rikshärold Pontus von Rosen till häst vid riksdagens 500-årsjubileum år 1935.

Rikshärold var en officiant vid Kungl. Maj:ts orden som tjänstgjorde vid riks- och ordensceremonier. Ämbetet instiftades 1780 av Gustaf III med inspiration från de medeltida härolderna. Mellan 1818 och 1847 fanns två rikshärolder; en i Sverige och en i Norge.
Rikshärolden skulle vara riddare av Nordstjärneorden. Från 1800-talet innehades ämbetet av ceremonimästaren vid kungliga hovstaterna.  Då ceremonimästaren hade generaladjutants rang, hade rikshärolden i praktiken samma rang till 1909 då rangordningen upphävdes. I samband med ordensreformen 1974 avskaffades ämbetet även i Sverige.

## Utnämning
Utnämningen av en ny rikshärold skedde i ordenskapitelet, då den valde personen dels blev förklarad som rikshörold dels utnämndes till Riddare av Nordstjärneorden om detta inte var fallet. Efter att ordenskapitlet avslutats kallades den nyutnämnde rikshärolden in till Konungen. Vid detta tillfälle påhängdes rikshäroldskåpan av Ceremonimästaren vid Kungl. Majt:s Orden. Den nya rikshärolden trädde därefter fram till Konungen och föll på knä varefter Konungen hängde Serafimnerordens Stora Ordentecken i Serafimerordens band runt hans hals. Därefter tilldelades Rikshörolden det mindre Svärdsordenstecknet i medalj, samt Nordstjärneordens riddartecken. Bägge sattes fast i de öglor som fanns på kåpan. Slutligen tilldelades Konungen Rikshärolden spiran eller häroldsstaven.

## Uppgifter och ansvar
Rikshärolden hade till uppgift att föra Serafimerordens matrikel, att ombesörja förfärdigandet av serafimerriddarnas vapensköldar samt, då en riddare dog, låta ringa för honom i Riddarholmskyrkan och där uppsätta hans sköld. Han deltog även i ordensceremonierna.
Rikshärolden hade även en ceremoniell roll vid kröningar, kungliga dop samt vid riksdagens högtidliga öppnande och avslutande. Vid riksdagens högtidliga öppnande red rikshärolden kring i Stockholm och "inblåste" eller "utblåste" riksmötet genom att läsa upp en kungörelse. Vid kröningarna skulle rikshärolden bland annat utropa att kungen blivit krönt med orden; "Nu är den stormäktigste högborne Furste och Herre N.N. smord och kallad till Sveriges konung, med dess underliggande provinser, han och ingen annan!".
I en instruktion från 1790 står det även att:
| ”                                                                                 | Vid högtidliga Tillfällen får Riks-Härolden Konungens Befallning, at til häst förrätta sit Ämbete medelst offentliga Kungjörelsers upläsande, på Hufvudstadens förnämste Platser, och hvarvid han beledsagas av Sex Härolder, tagne ur Cancelliet, jämte Pukor och Trompeter samt militärisk Escorte, alle til häst." | „ |
| – Gjörwell, C.G. (1790). Swenska Archivum. Stockholm: Johan. A. Carlbohm. Sid 76. | |   |

## Ämbetstecken
Rikshärolden bar ursprungligen Serafimerordens dräkt och över den en häroldskåpa av purpurfärgad sammet med serafimerordens härskri, IHS, och andra gulddetaljer insydda. Han bar en häroldsstav klädd i röd sammet med broderade grupper av tre kronor under en kunglig krona av guld, och krönt av en kunglig krona och guldfransar. Som ämbetstecken bar rikshärolden Serafimerordens stora ordenstecken på en medaljong av guld i Serafimerordens band runt halsen. Tecknet skänktes av Gustaf III till den förste rikshärolden Elis Schröderheim och bär texten:
| ” | Konung GUSTAF III uplifvade Riks Härolds Emebetet d. 28 April 1780 och gaf detta hederstecken åt Sin Riks Härold E. Schröderheim och efterträdare | „ |

Utöver detta bar Rikshärolden även Svärdsordens lilla tecken i en medaljong samt sitt eget Riddartecken av Nordstjärneorden, bägge fästade i öglor på kåpan.
Senare, troligen 1873, ersattes kåpan av hovuniform med ett brett bantlär med guldfransar och kantat med guldgalon. Bantläret pryddes på framsidan av lilla riksvapnet, på ryggsidan av en broderad kunglig krona, och på rosetten med IHS.
Efter nådigt avsked bar rikshärolden Serafimerordens stora ordenstecken i band om halsen.

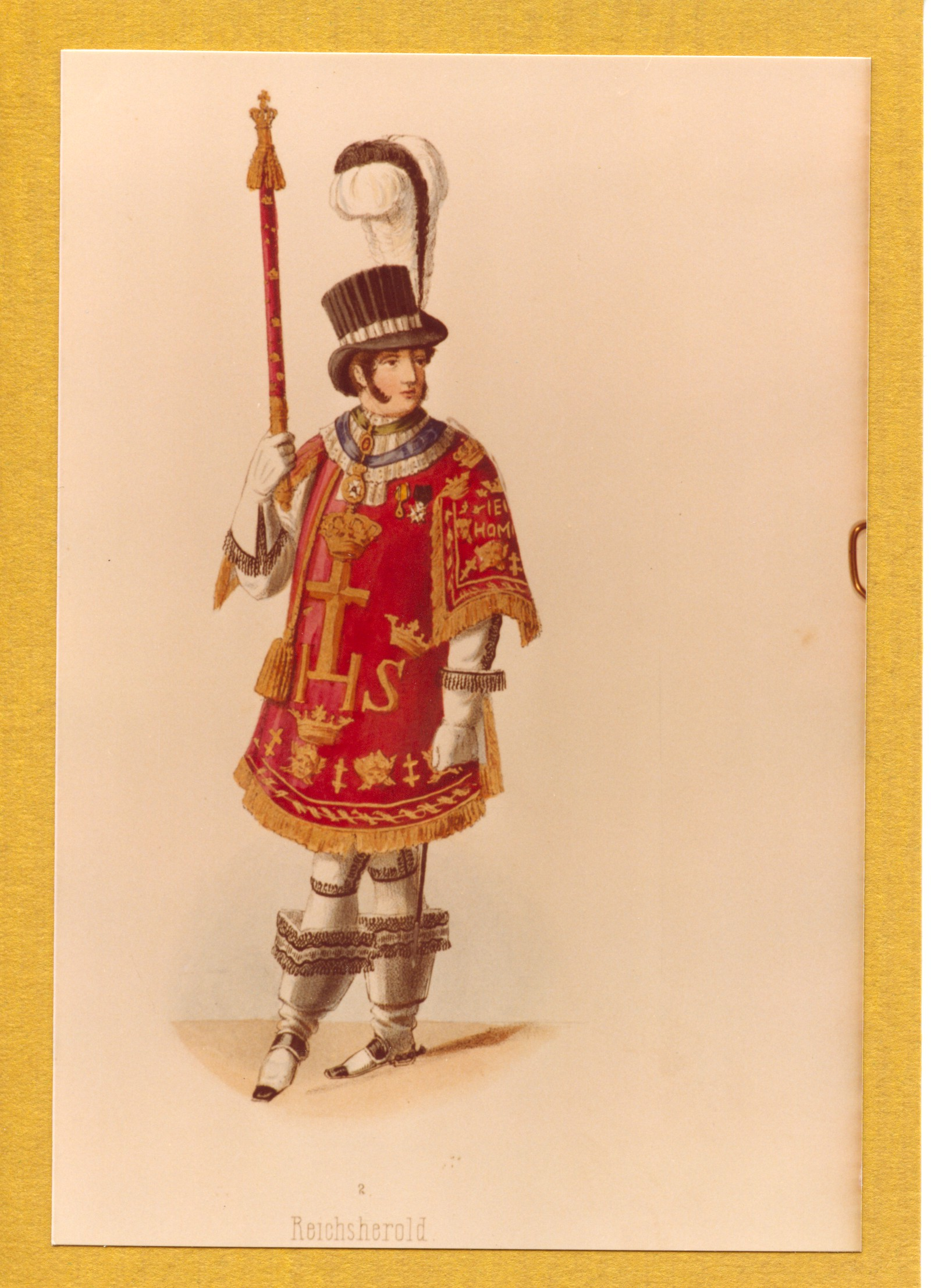
Rikshärolden vid Oscar I:s kröningen 1844
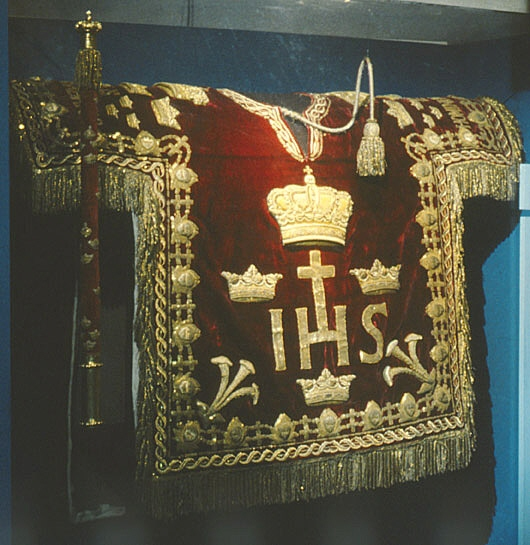
Rikshäroldens stav och kåpa.
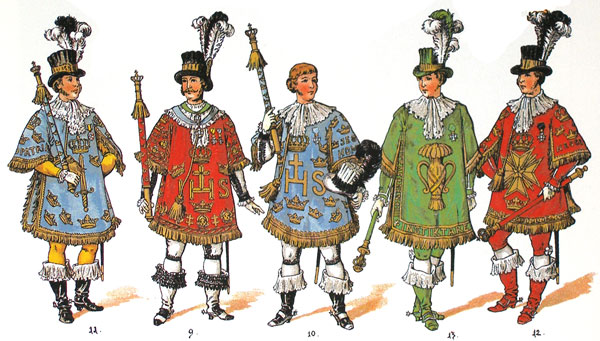
Rikshäroldens dräkt före 1873, syns som nummer två från vänster. Där man även ser den gyllene medaljongen och samtliga ordenstecken.
Rikshäroldens purpurfärgade sammetsbantlär som bars efter 1873.
Rikhäroldens kåpa.
Rikhärolden circa 1780.
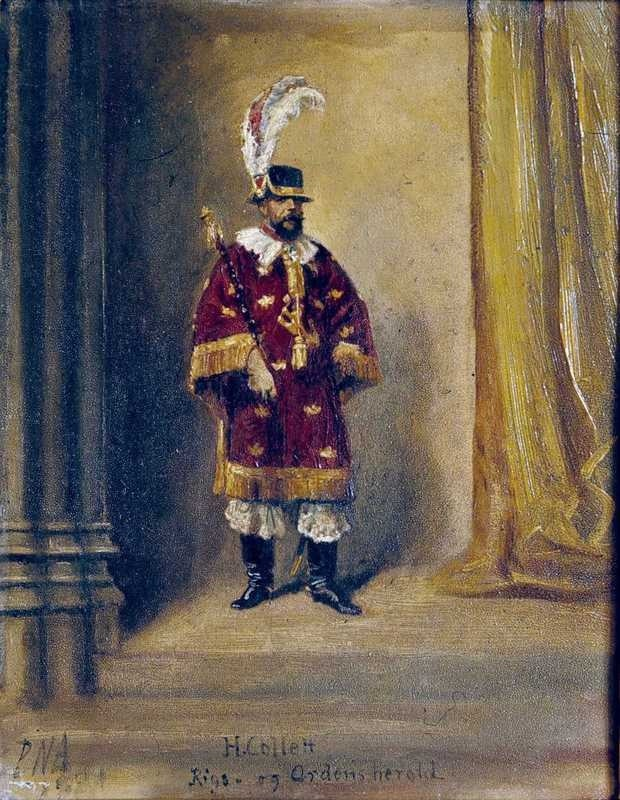
(Norsk) Rikshärold, klädd i kåpa och stav.

## Lista över rikshärolder

### I Sverige 1780-1974
- 1780–1786: Elis Schröderheim
- 1786–1790: Samuel af Ugglas
- 1791–1810: Leonard von Hauswolff
- 1810–1824: Lars David von Troil
- 1824–1837: Carl af Georgii
- 1843–1851: Knut Nieroth
- 1851–1855: Abraham Alexander Reenstierna
- 1855–1861: August Stiernstedt
- 1861–1868: Evald Leijonmarck
- 1868–1888: Adil Westerstrand
- 1888–1920: Arvid Horn af Åminne
- 1920–1928: Erik Piper
- 1928–1943: Gustaf von Rosen
- 1943–1947: Nils Berencreutz
- 1947–1951: Pontus von Rosen
- 1951–1972: Gerard De Geer
- 1972–1974: Lars-Olof Ekeberg[13]

### I Norge 1818-1865
- 1818–1822: Mattias Hagerup
- 1823–1832: Frederik Due
- 1832–1841: Peder Kjerulf
- 1843–1856: Johan Fredrik Monrad
- 1856–1865: Holger Collett